# Michael Bonacini
Michael Bonacini là một đầu bếp người Canada gốc Anh có tổ tiên là người Ý, sở hữu mười một nhà hàng (bao gồm Jump, Canoe, Luma và Bannock) ở Toronto, Ontario và là người đồng sáng lập của Chuỗi nhà hàng Oliver & Bonacini. Bonacini được đào tạo tại London và di cư đến Canada năm 1985. Ông thành lập nhà hàng đầu tiên của mình, Jump, với đối tác kinh doanh Peter Oliver vào năm 1993.
Bonacini là giám khảo của cuộc thi nấu ăn Vua đầu bếp Canada  và là người dẫn chương trình Bonacini's Italy, một chương trình nấu ăn gồm các món ăn được nấu bởi Bonacini từ các vùng khác nhau của Ý  Ông cũng được giới thiệu trên Cook Like A Chef và đầu bếp thường trú cho chương trình Marilyn Denis.

## Liên quan
1. ↑  "Michael Bonacini". Bell Media Television. Truy cập ngày 9 tháng 5 năm 2018.
2. ↑  "'MasterChef Canada' Introduces Judges Claudio Aprile, Michael Bonacini, and Alvin Leung". Bản gốc lưu trữ ngày 23 tháng 6 năm 2016. Truy cập ngày 30 tháng 6 năm 2020.
3. ↑  "Bonacini's Italy on Gusto TV". Bản gốc lưu trữ ngày 3 tháng 4 năm 2019. Truy cập ngày 30 tháng 6 năm 2020.
4. ↑  "Cook Like A Chef". Bell Media. Truy cập ngày 9 tháng 12 năm 2006.